# Релігія і право

## Взаємодія релігії і права
На різних етапах розвитку суспільства і в різних правових системах ступінь і характер взаємодії права і релігії був різним. Так, у деяких правових системах зв'язок релігійних і правових норм був настільки тісним, що їх слід вважати релігійними правовими системами. Найдавніша з таких правових систем - індуське право, в якому тісно перепліталися норми моралі, звичаєвого права і релігії. Інший приклад - мусульманське право, яке, по суті, є однією зі сторін релігії ісламу і називається «шаріатом» (у перекладі - «шлях прямування»). Таким чином, релігійна правова система - єдиний релігійно-моральний і правовий регулятор всіх сторін життя суспільства. 
Характер взаємодії норм права та релігійних норм у системі соціальної регуляції того чи іншого суспільства визначається зв'язком правових і релігійних норм з мораллю і зв'язком права з державою. Так, держава за допомогою правової форми може визначати свої відносини з релігійними організаціями та їх правовий статус у даному конкретному суспільстві. Правові та релігійні норми можуть збігатися з точки зору свого морально-етичного змісту. Наприклад, серед заповідей Нагірної проповіді Христа - «не убий» і «не вкради». При цьому потрібно також враховувати, що з точки зору механізму дії релігійні норми - потужний внутрішній регулятор поведінки. Тому вони - необхідний і важливий інструмент підтримки та збереження морального і правового порядку в суспільстві.
Держава, також, намагається забезпечити свободу віросповідання. У законодавстві говориться, а саме у ст. 18 Загальної декларації прав людини від 10.12.1948 р. «кожна людина має право на свободу думки, совісті і релігії, це право включає свободу міняти свою релігію чи переконання та свободу сповідувати свою релігію чи переконання як одноосібно, так і разом з іншими, публічно приватно в ученні, богослужінні, в виконанні релігійних і ритуальних порядків». Також, можна привести декілька інших міжнародно-правових актів, наприклад ст. 9 Європейської конвенції про захист прав людини і основних свобод, ст. 18 Міжнародного пакту про громадянські і політичні права, ст. 1 Декларації про ліквідацію всіх форм нетерпимості та дискримінації на підставі релігії чи переконань тощо. 
Щодо впливу релігії (або її елементів) на право, то їх взаємодія виявляється в релігійній детермінації правоутворення, підтримці релігійними засобами правових приписів і правопорядку в цілому, впливі церкви на публічно-владні інститути, протиріччях, що виникають між нормами права і релігії. Механізм подолання цих протиріч має базуватися на приматі правових приписів, що поєднується із законодавчим створенням умов для реалізації суб’єктами своїх релігійних прав та недопущенням насильства над релігійними почуттями й переконаннями віруючих (не порушуючи при цьому прав інших осіб). 
Вплив права на релігію достатньо обмежений і проявляється у сприянні зниженню авторитарності релігійного світогляду, унеможливленні поглинання різними віровченнями одне одного, регламентації механізму й форм реалізації і меж здійснення релігійних прав, у збереженні й розвитку окремими релігіями правових форм діяльності. Провідною є роль права і держави у вирішенні етнорелігійних і міжконфесійних конфліктів.
Залежно від впливу релігійного чинника на становлення й функціонування правових систем світу виділяють: 
1. правові системи країн розвинених не авраамістичних релігій (буддизм, індуїзм, даосизм та ін.);
2. дуалістичні правові системи країн авраамістичних релігій (іслам, юдаїзм);
3. секуляризовані правові системи християнських країн (у межах цієї групи виокремлюються правові системи країн західного і східного християнства).

## Спільні риси релігії і права
- як нормативні регулятори, право і релігія виникають в результаті розпаду первісних мононорм;
- є нормативними, переважно формалізованими;
- мають ієрархічну систему джерел;
- мають організаційно-інституційні утворення;
- забезпечені можливістю настання відповідальності за порушення їх приписів.

## Відмінності між релігійними і правовими нормами
| Релігійні норми | Правові норми |
| --- | --- |
| За способом встановлення та закріплення: | |
| Виникають в процесі історичного розвитку протягом досить тривалого часу, фіксуються в усній або письмовій формі (Біблія, Коран, Талмуд та ін.). | Закріплюються за спеціальною процедурою і набувають формального виразу в нормативно-правових актах чи інших джерелах права.                             |
| За сферою регулювання: | |
| Регулюють внутрішню поведінку, яка може виявлятися у зовнішніх вчинках.                                                                         | Регулюють зовнішню поведінку, хоча її мотиви можуть мати юридичне значення.                                                                             |
| За сферою дії у просторі та за колом осіб: | |
| Не обмежуються територією дії, адресовані віруючим відповідної конфесії незалежно від місця перебування.                                        | Поширюють свою дію на осіб, що перебувають в межах території певної держави.                                                                            |
| За засобами забезпечення виконання: | |
| Базуються на внутрішньому авторитеті - голосі сумління, переконанні віруючих.                                                                   | Спираються на зовнішній авторитет, оскільки захищаються державою, обов'язкові для виконання незалежно від згоди або визнання їх з боку суб'єктів права. |

Наявність відмінностей у:
- способах легітимації норм (гетерономність права й автономність релігії);
- структурі норм;
- мовних особливостях джерел;
- суб’єктному складі;
- ступені конфліктності відносин між суб'єктами;
- функціональному навантаженні.